# Volvo série F

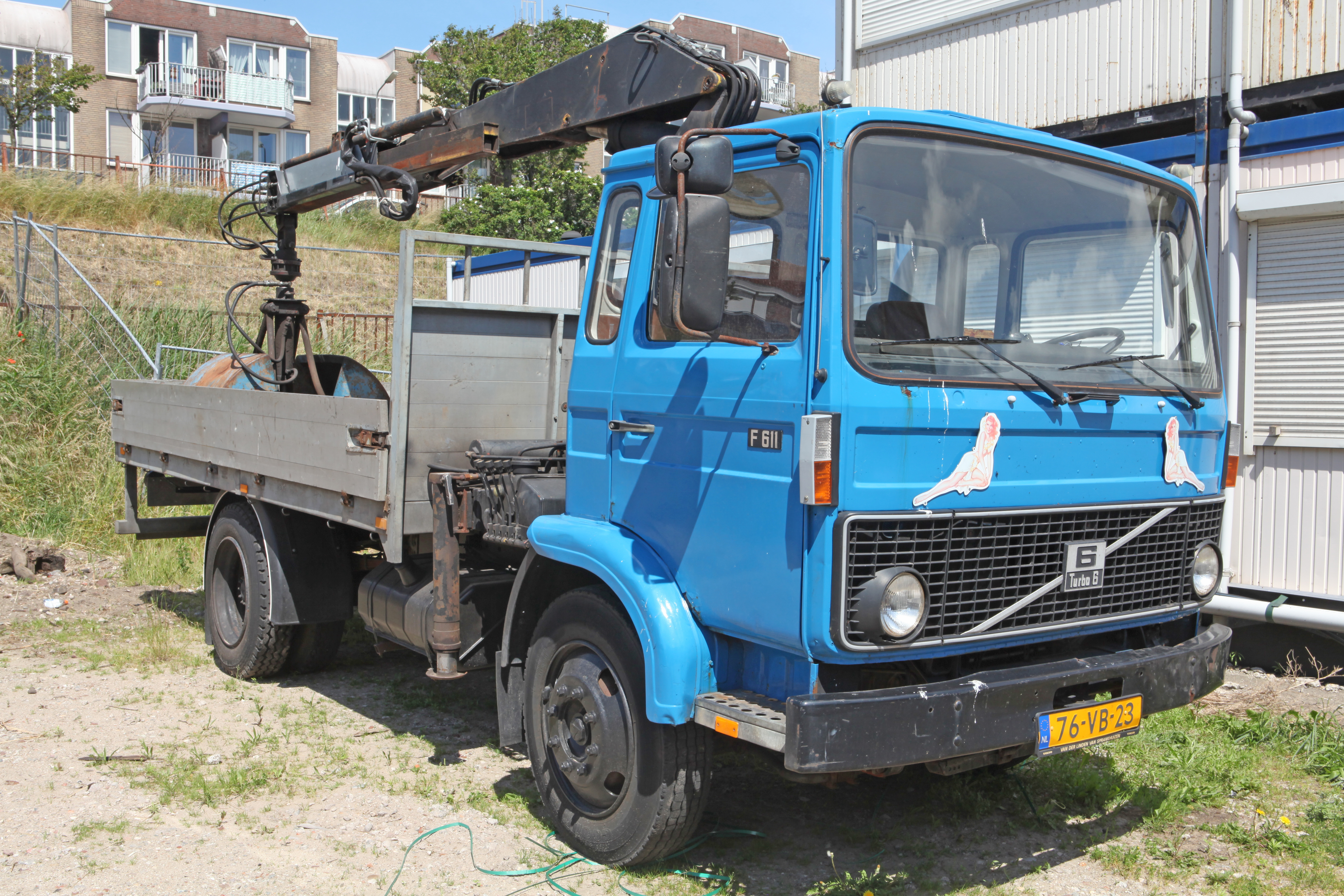
Un Volvo F611 de 1980.

Le Volvo série F est un camion lancé en 1975 par Volvo. C'est un camion à cabine avancée qui fut produit pendant près de quinze ans. Il a été modernisé en 1987 et remplacé en 1993 par la série FH.
Les F10 et F12 sont, à l'époque, le plus grand succès commercial de Volvo Trucks, avec plus de 200 000 exemplaires vendus.